# Pseuderemias mucronata
Pseuderemias mucronata là một loài thằn lằn trong họ Lacertidae. Loài này được Blanford mô tả khoa học đầu tiên năm 1870.